# ويليام إدواردز (مهندس معماري)
ويليام إدواردز (بالإنجليزية: William Edwards )‏ (و. فبراير 1719 – 1789 م) هو مهندس معماري، وفلاح من مملكة بريطانيا العظمى، وويلز، توفي في ويلز.